# Војни маневри
Војни маневри (војне вјежбе) су у војној терминологији највиши облик вјежби оперативно-тактичких јединица копнене војске, ратне морнарице и ратног ваздухопловства. Изводе се на терену у свим годишњим добима, у условима сличним стварним ратним условима.
Термин маневри је потпуно различитог значења од сличног термина маневар.
Циљеви маневара су различити. Могу се изводити с циљем: провјера спремности и обучености јединица, провјера ратног плана, плана мобилизације, организације јединица, испитивање наоружања, способност штабова и командовања, демонстрација снаге, и тако даље.
У Србији, први маневри стајаће војске су одржани септембра 1837. код Пожаревца. Трајали су 20 дана и на њима је учествовала читава регуларна војска од 1700 људи. На каснијим маневрима на Космају 1908. учесвује 40000 војника а њима руководи војвода Радомир Путник.
Југословенска војска одржава највеће Купске маневре у септембру 1937. Учествује 55000 војника, 11000 коња, 130 авиона. Маневри трају 15 дана.
У ФНРЈ и СФРЈ, изводи се низ већих маневара. У маневрима 1949. и 1953. учествују скоро све оперативне јединице ЈНА. У маневрима Слобода 71 (2-9. октобар 1971) учествују и јединице Територијалне одбране, Цивилне заштите и становништво.